# 霹靂布袋戲人物列表/ㄓ
霹靂布袋戲人物列表的人物列表

## 指魔修羅手
天魔錄上首屈一指的指爪功夫高手，個性狂狷激進，因不滿天魔和平的處事方式而隱遁，在七星事蹟流傳武林時，由於徒弟魔人獸被殺，為非凡公子請出針對指王星的可能人選七海遊霞展開逼殺，和其情人萬里雲梟交手時受挫。由於指魔不滿非凡公子的作為無用出言諷刺，非凡公子藉機以激將法讓他前去刺殺莫召奴，指魔本自認有六成勝算，真正交手時才驚覺低估對手實力，而亡於莫召奴之手。
- 武學：天残手‧无命诀、破锋双刃、贯天手、天残修罗手

## 招提僧
天之佛五相之一「招提法相」，久遠之前曾渡化鬼如來，並贈予一口空刀開釋，造就後來的雷峰佛首與佛刑禪那。為感念其恩，帝如來亦以招提法相於掃禪山門外，灑掃修行；而真正的招提僧，則於一頁書頓悟天佛原鄉之路時，首度現身迎接。
- 武學：四方招提
- 雙相合一:滅境定‧俱解脫‧摩訶止觀(與欲明王合體)
- 三相合一:具足三千戒(與欲明王、慧寧師合體)
- 四相合招:琉璃熾聖‧羅漢開道‧如來大悲‧究竟涅槃

## 照世明燈
照世明燈 其身分為道教十三道之天真君。有著一女徒陸慈心。為人慈悲，性格仁慈，曾經代理素還真成為中原領導者對抗天策真龍。而後並歸納入天策王朝成為軍師。當初照世明燈一時誤信燈蝶修萬年而加入天蝶盟，為了躲避好友崎路人追查殺兄仇人燈蝶修萬年之懷疑而化名為寒夜殘燈照世緣，亦是天蝶盟第二教主『靈蝶』。與燈蝶修萬年、梟蝶、血吻蝶、迷蝶等四人結義。劇中曾多次指導黑白郎君武功『綿指十八扣』等...為人正直善良，深信朱雀雲丹(風采鈴)不會危害素還真而與崎路人發生過多次衝突。後雖死於天禍妖狐之手但手上殘燈卻隨即發出陣陣光芒，不久劇中即出現寒夜殘燈(照世明燈)之背影，秦假仙也一度被寒夜殘燈附身而改其面貌、裝扮、武功(疑似)等。

## 宙王
翻掌九陰毀，劫開大道危，三界唯孤，天指萬罪。
九陰界主，統掌生與死的中繼站，心機深沉，狂氣內斂，但性格陰晴不定，喜愛玩弄人命，常言人罪不至死，卻又讓人生不如死。表面縱情肆慾，狂暴殘虐，實是以詭異莫測的心思統領整個中陰界。與天之佛、天之厲之間有著錯綜複雜的糾葛。
- 武學：閻神廢道、雙極滅宇

## 戢武王
戢武王，台灣霹靂布袋戲中的角色，於霹靂震寰宇之兵甲龍痕第32集初登場，為二次論戰中新勢力要角。
在霹靂兵燹之聖魔戰印第12集，因戰雲夢澤敗戰，加上懷孕後體力流失，最終奮力對戰妖后與號天窮，以八龍之氣犧牲自我，保住自己產下的雙子。
戢武王是時任殺戮碎島之王，剛毅帶有王者之風，練有先父雅狄王所傳授的兵甲武經廢字卷，手持或天戟。
因阻止火宅佛獄咒世主的侵略行動，被當地人民譽為「救贖」，而在四魌界被稱之「殺戮碎島的救贖」，後為報先王之仇，在成功援救天刀笑劍鈍，並從中獲得先王遺書後，以計策與火宅佛獄和好，後趁燁世兵權慘敗咒世主之際，臨陣抽退，成為咒世主最終敗亡的重要關鍵。
閉關結束後，因得知火宅佛獄新任王者魔王子，趁閉關時期侵略碎島，劫走王后寒煙翠，遂率領軍隊壓境火宅，強逼火宅眾人進入苦境，並以厚禮安葬閉關期間遭到魔王子間接害死的王后寒煙翠。
在與劍之初的對決中，因暴露玉辭心的女性身分，遭碎島人民排斥，在攝論太宮．棘島玄覺掩護下，由其妹禳命女．湘靈假扮她之身分接受處刑犧牲。後在祭天雙姬、棘島玄覺之妹符應女的計策下，重獲新生，斬殺所有碎島男性(包括棘島玄覺)以宣示女權，並轉往中原苦境對無衣師尹展開復仇行動，卻中珥界主的計策，四魌樹之源被切斷，戢武王一行人難再返回碎島，盛怒之下戢武王向空怒擊一掌，引來號天窮關注，成為第二次論戰的六大勢力要角。
與魔王子於天河上方決鬥，雙方戰鬥激烈，在最後因天河盡毀，與天河下有第三者插入，所以撤退。
可能因曾與劍之初有過曖昧關係，經過符應女的觀察後，確定懷有雙胞男胎兒，但因憎恨男人，下令定要擊斃胎兒。
為報仇而針對無衣師尹，卻多次無果。符應女獻上和議之計，要戢武王藉由劍之初向師尹提出和談，要師尹一人前往玄舸赴會，暗中佈下重兵欲一舉圍殺，即時師尹拒絕也能惡化師尹與劍之初的叔姪關係，但因師尹請素還真替代自己出席而落空。在師尹計策之下右神姬發議與符應女先後身亡，復仇之心越燃越烈，落進師尹與妖后的圈套當中，於戰雲夢澤遭妖后與號天窮圍殺，全軍幾盡覆沒，退回煙霞谷時發現碎島玄舸莫名消失，原來前來投靠的炎熾鳳羽是師尹暗樁，在戢武王前往戰雲夢澤時偷走玄舸以斷後路，同時妖后與號天窮大軍殺到，後在左神姬當生壯烈犧牲下讓戢武王得以脫出重圍。
重傷的戢武王為逃離追兵不斷奔馳，不知不覺走進一念之間，鬼覺神知對她提出交易，只要戢武王放棄雙子，則給她東山再起的機會。戢武王心中想唯有重拾力量方能再起，但念頭一轉決意回絕，因自己已失去太多，絕對不能讓殺戮碎島僅存之脈斷絕。回絕之後鬼覺神知提出第二個交易，交給戢武王名為啖魔若果的果實，說只要服下，肚中雙兒便得無恙，亦能幫助自己恢復功體，但在誕子之後便要以命相償。此外，還會使雙胞快速生長，並因此果而一成聖一成魔，將對未來投下無可預料之變數。戢武王為雙兒生機答應交易服下啖魔若果，服下後鬼覺神知將她送出一念之間，並說生下雙子後會只剩下一刻的時間，要她珍惜。
生下雙子後，雙子反應不一，一者哭而無淚，一者流淚無聲。而追兵在聽見哭聲後發現戢武王，為護雙子奮力殺出一條血路，然而不知不覺間又回到戰雲夢澤，此時戢武王忽然想起素還真曾經警告若日後遇上致命危機，切記向西直行，遇水即退必無兇，戢武王醒悟戰雲夢澤屬水，急欲離開，但此時前後已有追兵，同時妖后與號天窮再度來到，戢武王奮力對戰，最終以自身修為招來八龍之氣保住雙子後犧牲自我。就在妖后與號天窮想要斬草除根時，殢無傷突然來到阻止兩人，以劍問戰在場眾人，而易子娘突然出手隨即被殢無傷擊殺。後妖后與號天窮分別撤退，殢無傷觀察到雙子已失初生無垢之心，而就在這個時候一陣黑霧襲來（即是鬼覺神知），帶走雙子以及戢武王的面具和頭盔，殢無傷立即出手自黑霧中搶回一子(魔子)。這時劍之初到來，見玉辭心已亡而感到悲痛不已，殢無傷將魔子交給劍之初後離開，而劍之初將玉辭心的屍體帶回碎雲天河安葬，發誓為她報仇。

## 徵飛天
天工八月泉徵音水弦飛天，因某種因素而被水絃絲所綁，在解脫束縛後欲返回家鄉杜康村，不料卻遭逢厲族殺手襲擊，魈瑤神出鬼沒攻勢兇殘，紫雪空門失守瞬間，慘遭無情殺害。

## 正奇老人
登場於霹靂謎城第36集，退場於霹靂皇龍記第21集。很久以前，一步蓮華與仙靈地界聯手佈下一局，在古今聖壇的三教天書中，記載著一大秘密。開啟聖壇的玉牌分成三塊，各自傳給三教門派。襲滅天來在吸收一步蓮華之後，得知這個秘密，於是讓笑風塵、玉世香配合武林人士，以對抗異度魔界為名，成立武聯會，並設法請出三教長老。
正奇老人為三教長老之一，在眾人遊說下，加入武聯會。公平石、襲滅天來一掌敗雙雄後，武林局勢混沌不明；正奇老人、優曇善師、病梅先生三人決議前往古今聖壇開啟三教天書請示天意。在得知三教靈玉可以開啟神女峰天池、並許下願望的消息後，前往死海深淵找尋擁有地月靈玉之人。途經地焰村，發現氣候炎熱異常，決定一探盤焰火龍。進入後遇盤焰火龍吐焰攻擊，只好先行撤退。第二次、偕同玉世香再往死海深淵；玉世香欲以天蠶銀絲和龍骨刺制服盤焰火龍卻失效，再度撤退。第三次、正奇老人與西城風流子、以融雪引流之法，消除烈焰。兩人跟隨小火龍呼啦，來到獸骨窟見到地月靈玉擁有者木姥姥，眾人因不知取玉之法而作罷。正奇老人前往仙靈地界，才得知要取得靈玉，必須刺心取玉；風流子提起金不換或許可以取出靈玉而不傷人命，但地月靈玉卻先被異度魔界取走。
之後，武聯會眾人欲往斷日崖護持風飛沙取出靈玉；正奇老人在前往林蔭道會合途中，為人面棺所殺，身份也被異度魔界人員取代。
詩號
- 『正為道，奇為用；正奇相輔、天下寧定。』

其他詩詞
- 『端奇心，正天道。』（開啟三教天書口訣）
- 『天荒山，皇龍降，魔龍生；世無道，禍龍出，天無常。仙靈地界，殷族遺命，神女島天池頂峰。皇龍統御，順命歸天意，願夢許成天下合一。』（三教天書內容）

武學
- 焚霄一炬：以此招消融死海深淵周圍峰頂白雪。
- 道化天地：以此招攻擊人面棺卻毫無效果。

## 咒世主
火宅佛獄百年不移之首腦，黑色大袍下掩蓋著如枯枝般的軀骸，有著睥睨天下的氣勢，不怒而威、不言而雄，性格沉穩殘厲，陰沉難測，與太息公、凱旋侯並稱火宅佛獄三巨頭，野心勃勃，覬覦苦境山河，妄想染指侵略。
雖為王者，但一切以佛獄利益優先，為佛獄無私奉獻，深得部下的敬重，連覬覦高位的太息公也發自內心的追隨。於霹靂震寰宇之兵甲龍痕第二集正式登場，在霹靂經武紀之梟皇論戰第一集解放魔王子後，死在王座上。

## 赭杉軍
出身道境玄宗，為玄宗四奇第一人，別號奇峰道眉，與魔界伏嬰師為勁敵。
個性剛直木訥，堅持正義，絕不坐視奸惡橫行，而待人仁慈友善，相信人心的善，也願為了善而做出犧牲。
雖因同修的金鎏影而退居四奇第二，但其精深高妙的道法與劍術，足與六絃之首蒼共列為玄宗兩大翹楚。
在封雲山最後一役，因遭到叛逃的金鎏影及魔界軍師伏嬰師設計，身中雙生血咒而魔氣纏身，成為半人半魔之軀，更因此戰而失落了愛劍紫霞之濤。
幸賴同修好友的墨塵音相救，逃入苦境，但從此只能借混沌巖池之靈氣鎮助魔氣滋生，而玄宗更因缺了四方封印不全，而不得已以總壇構成封印，以封印了異度魔界。
在教主六禍蒼龍為獠娜重創昏迷之際，強行施展逆行法印救助。
後因千流影幫助，得到闇族魔女醫治，大量魔源消散，而得以不再全需巖池鎮壓。
在素還真為曼無歆引入識界時，察覺出端倪，更藉些微靈氣，發現紫霞之濤遺失於識界，遂與二度進入識界卻失敗的素還真一同計畫再次進入之方法。
因素還真的巧計下，赭杉軍於九巒峰上佈陣，引素還真進入識界，但由於軒轅不敗的大肆求敵之計，引得魔界與東瀛注目。
雖然素還真此行成功，順利帶回受困異空間的葉小釵靈識與失落的紫霞之濤，卻因墨塵音強開四奇陣而功力大衰，以及軒轅不敗阻路，以致赭杉軍無法及時於魔化的刀狂劍癡劍下救回好友，而造成遺憾，只得將其屍首帶回混沌巖池沉葬。
其後，收拾心神的赭杉軍，為阻止萬血邪錄因一月三身如月影之壽終而開啟，而前往海波浪，欲殺無罪之人。
甫到海波浪，遭遇到天草二十六擋路，驚訝於其劍術高超，但因心急無罪之人之大限將至，赭杉軍一掌擊退天草，意外打通天草二十六功體，使之突破死劫，最後卻因伏嬰師異能所致而仍趕不及。
如月影死後，赭杉將所持後半本的萬血邪錄之訊息交與素還真，在出外尋書的過程，遭到伏嬰師與天草夾殺，被趕至海波浪，但以計中計，反將伏嬰師擊殺，遂破解其所下之雙生血咒，取回道印，恢復原來面貌。
復原後的赭杉軍為了使六絃之首蒼重出，而四處奔波。
更因醫者緋羽怨姬為紅樓劍閣帶回時，為了蒼之醫治而赴鋒海盛會。
在將萬血邪錄所載三書取回後，赭杉與伏龍先生白忘機得知三根神柱位置，遂著手神州守護。
但藏青雲地仍然被破，棄天帝降臨人界，更親上雲渡山，赭杉軍雖與四非凡人、莫滄桑、愁落暗塵和伯藏主挺身對抗，卻不敵其威，幸賴劍子仙跡及時趕到，赭杉與伯藏主方脫離死劫。
後在劍子曉以大義後，赭杉軍毅然決定退隱，但不捨得故人黑狗兄淪落回黑暗，而往弔屍壁找尋孽角。
找到孽角後，卻仍因無法喚回其善性而戰，最後，赭杉軍因不敵叛天犄強大魔源而喪生。
死後，屍體先遭掛於弔屍壁之上，後為棄天帝帶回異度魔界，由伏嬰師以術法刺探神柱位置。
棄天帝回歸天界後，屍體被蒼帶走安葬。

## 昭穆尊
本名金鎏影，為道境玄宗的高手，名列四奇之中，更與同修的紫荊衣為摯友。個性沉穩，行事規矩，謀定而後動，相當重視個人威儀舉止。當初雖因赭杉軍之退讓，而得以居於四奇之冠，但終因其實力不足，在宗主之位的爭取中無法與六絃之首蒼相衡，而對玄宗眾人心生怨懟。玄宗、聖域萬聖巖與異度魔界之戰最後階段時，金鎏影與紫荊衣趁隙叛出，與伏嬰師合謀設計赭杉軍，使之重創，並破壞四方封印，導致玄宗悲劇與聖域的心結。
戰後，與紫荊衣一起逃往苦境，並化名為昭穆尊，創立清聖之地六極天橋，更與莎羅曼、臥龍行結交。為了封印具有邪能的五大神器，昭穆尊與臥龍行在鬼沒河設立軒轅之傳，但此舉與尹秋君意見相悖，而受其所激，設立武林公法庭，以號召三教、法門等先天入世。其後，為使臥龍行死而復生，而以神刀天泣與魔界交易，更與九禍設計襲擊想救回葉小釵的素還真、談無慾。且為了消磨中原正道實力，與尹秋君合謀設置風水禁地，偽裝成淚陽奇象第三地。
在赤雲染因其計中毒的情況後，被蒼懷疑，更親手擊出體內道印，映證為金鎏影，而身分敗露。之後，因替尹秋君取回孤問槍的過程中遭襲，及受到一頁書所化身的問天敵挑撥，而與至交反目，後在問天敵的協助下，將尹秋君殺害，但仍以雲氣將故人屍首封存葬在斷崖之下。而後，在為了得到不死之秘及擊敗蒼的誘惑下，由莎羅曼引入長生殿中，加入黑道大聯盟，其擅長的雲氣更剛好與戤戮狂狶的雷電絕招成為匹配。
在破解天荒不老城的四能方陣後，陷入蒼設在不老神泉周圍的陣法牽引，被送入玄宗總壇的幻境，在被蒼的慘虧過後，伏誅於白虹劍下。
死後，因體內氣脈有助於增強修練，而被移植至長生殿實驗兵器無名體內，在千流影亡於天越峰後，屍身被同修墨塵音帶回青梗冷峰，更為赭杉軍收進混沌巖池內。
而在九巒峰之役時，墨塵音為對抗魔界而開啟四奇陣，其形象藉由陣法再現。

## 照影扣魂
照影扣魂為台灣霹靂布袋戲人物，登場於霹靂英雄榜第41集，是魔界殺手年鑑中的一名殺手，效力於勢力宮主野核，在霹靂烽火錄第20集去暗殺魔魁時失敗被殺。
照影扣魂，魔界殺手年鑑中的影子殺手，出沒於任何能反射影子的媒介，可藉由水中殘影以利爪狙殺敵手，他以此殊異本領被勢力宮主野核相中，拉攏為身邊重要的幹將，並建造千鏡迴廊讓他獨領一方。。曾經奉野核之命，將混沌風魔、死路冥神誅殺滅口。，但在對付一花香時被六分刀阻止。
在勢力宮被魔魁滅亡、宮主野核被殺後，軍師秘顱曾逃往千鏡迴廊找尋照影扣魂相助，試圖集合殘兵對抗魔魁勢力，但照影扣魂卻顯出自私本性，以保命為先拒絕相助，使秘顱失望離開。隱匿許久後，因龍閣梭羅化身的一花香以利相誘，答應趁魔魁在水中蛻變時，利用藏身反射的能力加以暗殺，結果事情不成反而被魔魁殺死。

## 朱聞挽月
異度魔界鬼族公主，為人刁蠻任性，暗戀義兄銀鍠朱武，於霹靂開疆紀第17集登場，歿於霹靂神州第6集。
乃是前代鬼族之王與王后偶然撿到的女嬰，命名為「孤月」，成年後因面貌醜陋而長時間保持易容姿態，因為暗戀義兄銀鍠朱武，所以十分嫉恨朱武的情人九禍，幾次從中作梗破壞兩人的情緣。
在銀鍠朱武再度甦醒後前往苦境與簫中劍結交時，孤月為找回兄長便化名朱聞挽月進入苦境，聯合未婚夫伏嬰師在露城上演一齣大戲，伏嬰師伺機將簫中劍魔化，終逼得朱武回歸魔界。但是朱武和九禍再度恢復親密的表現令朱聞挽月大為吃醋，因此藉由伏嬰師的幫助，施法陷害九禍，使她跟肚裡的孩兒受到重創，不料這一切全是九禍跟伏嬰師為棄天帝降臨所做的安排，因此朱武憤而將朱聞挽月趕出異度魔界，並毀去她的易容跟功體。
朱聞挽月大怒下對朱武由愛轉恨，不但把魔界的布置通盤告知素還真，更殺死了對自己仍有善意的舊部左門佑軍，最後被伏嬰師羞辱後殺害。

## 眾天
在霹靂天闕第12集豋場，其後退隱於滅境，不知所終，在霹靂神州II蒼玄泣第7集被證實已然羽化，肉身化成水晶樹棲仙杜。
修行於滅境的老先天，隱居於九脈界，與梵天、輔天合稱滅境三天，三人一同著有明聖天書，個性慈善，正氣凜然，與滅境儒聖、西丘三君交好，曾與一頁書同遊西丘，在山濤君的居所見巫花含苞而悟出明心萬像一招，後協助滅境儒聖加入邪靈之戰，以佛言枷鎖將三途判中的業途靈打入釋至明塔囚禁。
在霹靂劫時期，在滅境儒聖之首慈航渡的指點下素續緣拜眾天為師，得傳不凡聖功等高明武學。後來為防範宇宙至尊棺跟三徒判得到雷霆谷內的吸雷針並困住谷內魔物竄出，遂與好友大圓覺合施五色天網困住雷霆谷的入口，可惜最後仍被鬼王棺打破。
同時在造世七俠破鬼樓後，眾天勸說徒弟天下第一現出真身，恢復素續緣的樣貌和父親素還真相認。
後常駐雲渡山協助一頁書應對武皇、鬼帝等魔頭，在一頁書歿於邪靈之毒後，參與天河運棺一役，出手牽制入魔已深的素續緣，眾天也在此戰過後回歸滅境，與新任滅境掌輪臥佛一枕眠交好，後功德圓滿羽化仙去。

## 章袤君
蘭漪章袤君，外表俊俏、面如冠玉，一向手持蘭花，慣用簪劍當武器，與地理司（老大）、鄧九五（老二）、東方鼎立（老三）、公孫月（老四）四人結拜，排行最末，是五人中最為忠實的執行眾人的決議者，頗重兄弟情義。
初登場時是為勸告已經脫離組織計劃的四姐公孫月莫做出干涉行為，並且表示自己是最支持蝴蝶君追求的人。後來也場感嘆公孫月的背叛，數次警告。
但是在幫助二哥鄧九五查探其剋星人邪、劍邪時，因為受到蝴蝶君的捉弄，狠狠反將他一軍。後來也因為三哥東方鼎立害死鉅鋒里之主令狐神逸，而被再度紅塵的天險刀藏於道左截殺。

## 真田龍政
真田龍政乃是東瀛望族之後，在多場內戰中均選擇明哲保身，但私下對鬼祭將軍囂張跋扈壓制天皇的做法不滿已久，趁著素還真與莫召奴刻意詐敗讓偽造的金龍文詔回歸東瀛本土時，說服岩堂將軍起兵反抗鬼祭政權，打出改革五代天皇的萎靡，開創新的朝政為口號。
為了對付兵強將多且實力雄厚且的鬼祭政權，真田龍政尋找在民間口耳相傳的刀劈怒江等行俠仗義事蹟中的不敗武魁，進而調查出神遺一族的所在位置。以維護天皇血統拜託，說動族中長老的斡旋順利請得武魁出山，改名為軍神源武藏，協助擊潰鬼祭軍，同時真田龍政在戰場上活用兵法製造津平大撤退的沙場奇蹟，摧毀鬼祭軍主力，建立岩堂幕府。
為建立岩堂幕府的正當性，真田龍政率領當年被他解除冰封的中原女子九千宵及八魂刀前往中原向莫召奴討回真正的金龍文詔，並留下八魂刀斬草除根將赤鬼、夜衛兩名鬼祭將領斬殺，也向九千宵表示她已報答完恩情，放她歸鄉，獨自一人回轉中原。
回到東瀛的真田龍政為保鬼祭專政的事件不會重演，跟源武藏一文一武架空了岩堂將軍的權力，所以岩堂將軍裝作忠臣模樣不斷向天皇進讒，誣賴真田龍政跟源武藏，將自己包裝成同樣被架空權利的受害者，因而獲得天皇的絕對信賴，更藉由天皇命令真田龍政策劃開疆大紀侵略中土，所以才有夜摩市潛伏中原搜羅武經神兵的佈局。
而在軍神敗北於跟一頁書的八山柱之戰時，岩堂將軍說動天皇罷免真田龍政太宰一職，但真田龍政早料到他有此一著，不但在派軍前往中原時故意將岩堂舊部京極鬼彥調去中原，使岩堂將軍無法輕易掌握神風營，更早從三個月前便由犬若丸手中借取夜狐百赦瓦解，同時用上調虎離山之計利用自己的行蹤吸引岩堂將軍，令他無法在京都阻止其他朝臣在天皇面前替自己緩頰。
由於軍神戰敗被天皇解職，真田龍政遂轉與拳皇長曾我部神權合作，用國家需要惡人的理由說服他，表示要將他推上權力巔峰，成為神風營大將，並唆使他殺入神風營擊斃伊藤源二立威，但在實際上卻讓他背上一條罪名為伏筆，使他日後無法輕易進入朝堂。同時暗中有合作關係的良峰貞義也順利被岩堂將軍網羅為麾下。
所以在決定繼任的神風營大將時，岩堂將軍接受良峰貞義提議推出劍聖柳生劍影，雙方以決戰，岩堂將軍為確保不失，讓羅觀大僧正率眾偷襲六道輪迴，結果反中拳皇陷阱，羅觀大僧正遭長曾我部神權擊斃慘死。但拳皇與柳生劍影為大將寶座決戰時，表面保持平手，但實際上卻無法完全接下萬神劫第二式，據劍聖所言拳皇若全力防守能擋下第三式，但仍無法印證萬神劫的第四式，所以劍聖在戰中棄戰，擅自離去，此戰被無限期押後。
而在決鬥當日，岩堂將軍莫名收到一封書信，上面是真田龍政冒其書法，寫著自願把權位交由良峰貞義等內容，而插畫中軍神所留的氣功同時發出，當場把岩堂將軍打成癱瘓重傷，這封手信也被天皇當成其遺願，同意晉升良峰貞義代理岩堂將軍的職權。
長曾我部神權於戰後驚覺，此戰結果根本是真田龍政與良峰貞義所設計，真田龍政也不吝嗇告知拳皇計謀真相，同時以放任拳皇統一武道作為安撫，儘管拳皇放話將會有反噬的一日，但真田龍政也接下拳皇一擊，展現不俗武功，更大方表示出有殺虎之能，不懼拳皇半分。
1. 1 2  [永久] 霹靂烽火錄第5集
2. ↑  [永久] 霹靂英雄榜第41集
3. ↑  [永久] 霹靂英雄榜第42集
4. ↑  [永久] 霹靂烽火錄第20集